# Almașu (Sălaj)
Almașu é uma comuna romena localizada no distrito de Sălaj, na região histórica da Crișana (parte da Transilvânia). A comuna possui uma área de 159.70 km² e sua população era de 2451 habitantes segundo o censo de 2007.